# Puente de Manzanal del Barco de 1933
El puente de Manzanal del Barco de 1933, también conocido popularmente como puente Mazares, es un puente de carretera situado sobre el río Esla entre los municipios de Manzanal del Barco y Palacios del Pan, provincia de Zamora, en España.
Se inauguró en 1933 para sustituir al infrautilizado puente de Manzanal de 1929 que tan solo estuvo operativo tres años y medio, debido a que no se planificó coordinadamente la construcción de la presa de Ricobayo que comenzó su construcción el mismo año de apertura del puente Chiquito.
Esta infraestructura forma parte junto con el puente de 1929 y el de 2007 del atractivo turístico denominado "los tres puentes de Manzanal del Barco", debido a que los tres están situados de manera paralela prácticamente pegados.

## Historia
Este puente se puso en servicio con la construcción del embalse de Ricobayo sobre el río Esla. Bajo el nombre oficial de Puente de Manzanal del Barco, se le fue conociendo vulgarmente como puente de Mazares al situarse una dehesa con ese nombre en el estribo de Palacios del Pan.
El puente se construyó a la par que la presa de Ricobayo tras un grave error de planificación político-técnica donde quedó en evidencia que el puente recién construido se había quedado pequeño y no servía para las nuevas cotas de agua que iba a alcanzar el Esla con la puesta en marcha de la presa.
Fue diseñado por el ingeniero de caminos Antonio Díaz Burgos, el mismo que el puente anterior. La obra contó con un presupuesto de 1 100 000 pesetas y fue financiada por la Sociedad Hispano Portuguesa de Transportes Eléctricos Saltos del Duero S.A. concesionaria de la presa de Ricobayo que fue obligada por el Gobierno de España a la construcción de este nuevo puente, la cual contrató como director de obra a Manuel Nicolás y como empresa constructora a la vasca Basconia SA.
La acta de recepción provisional de obra tuvo lugar en 1934 y la definitiva llegó después de la Guerra civil española en 1940.
Debido al intenso tráfico que soportaba, su estrechez y su precario estado de conservación, se construyó un nuevo puente inaugurado en 2007, dejando de ser parte del trazado de la ZA-P-1405. Su clausura llegó tras años de reivindicaciones ciudadanas con cortes de tráfico y manifestaciones incluidas. Dejó de estar en servicio el 29 de octubre de 2007, pasando a circular el tráfico por el actual puente, si bien en la actualidad se usa como puente peatonal.

## Características
Se trata de una infraestructura muy importante del siglo XX para las comarcas zamoranas de Tierra de Alba y Tierra del Pan, ya que las unió por carretera salvando la barrera natural que supuso el río Esla durante siglos, la cual solo se podía superar mediante la barca de Manzanal.
La obra presenta una longitud de 450 metros con un arco central parabólico de 47 metros de luz y sendos tramos de acceso. El ancho del tablero es de 3,70 metros en la zona central, y ancho de 6,00 metros en los accesos. Está formado por 16 tramos rectos de hormigón de 24 m de luz sobre pilas de 56 m de altura, en la parte central un arco en parábola de 47 m de luz y 25 m de flecha; con una plataforma de 3,80 m. (prácticamente igual al que sustituía) y unos apeaderos de 6 m y una longitud de 450 m. Para aprovechar la topografía se describió una amplia curva en la margen izquierda.
Pese a que se trata de una infraestructura que impone, llamó siempre la atención la estrechez de su plataforma pese a que se planificó en una época donde ya se podía prever el auge del vehículo a motor. La estrechez del puente obligó a construir tres apartaderos que permitiesen el paso simultáneo de dos vehículos.
Años después de su apertura tuvo que recibir refuerzos de mantenimiento tras quedarse obsoletos para el tráfico que albergaba. Se reforzaron cada uno de sus estribos con vigas y tirantes metálicos para consolidar la estructura y dotarlo de mayor seguridad. Las carencias que tuvo en seguridad siempre fueron motivo de queja ciudadana. Los apoyos de las vigas sobre las pilas poseen peligrosos agrietamientos que describieron los técnicos. Las juntas de dilatación se encuentran en algunos casos sin tapar, hecho que hace que se vea el fondo del Esla desde agujeros de la plataforma. También muestra otros deterioros debidos a la oxidación.
Las vallas de protección en la plataforma son tubo de fontanería con malla de simple torsión para proteger espacios donde cabe una persona. Incluso hoy día posee cuerdas de rafia como protección colocadas por vecinos de las localidades adyacentes debido a su falta de mantenimiento público. Un arco metálico para el control de gálibo impedía el acceso de vehículos pesados debido a que el puente resultaba todavía más peligroso en su tránsito con vehículos de este tipo.

## Galería de imágenes
|                                           |
| Gálibo y prohibición de acceso al puente. |

|                                             |
| Los tres puentes de Manzanal desde Mazares. |

|                          |
| Remiendos en el vallado. |

|                                               |
| Puentes de Manzanal del Barco de 1933 y 2007. |

|                           |
| Refuerzo de los estribos. |

|                                         |
| Vista paseando sobre el puente de 1929. |